# Tây Tạng thời kỳ đồ đá mới
Tây Tạng thời kỳ đồ đá mới là giai đoạn tiền sử mà công nghệ đồ đá mới đã xuất hiện tại khu vực Tây Tạng ngày nay.
Con người đã bắt đầu sinh sống tại Tây Tạng từ cuối thời kỳ đồ đá cũ, họ đã chinh phục thành công khí hậu và môi trường vô cùng khắc nghiệt tại đây và đóng góp về mặt di truyền học cho người Tạng hiện đại. Những dấu tích được khai quật trên cao nguyên Thanh Tạng cho thấy sự xuất hiện của cả dụng cụ miền bắc Trung Quốc và đồ đá cũ ở Tây Tạng .                                                                                                                      
| Lịch sử Tây Tạng |
| --- |
| Cổ đạiThời kỳ đồ đá mới Tượng Hùng ~500 TCN–645                                                                                       |
| Thổ Phồn 618–842Thời kỳ phân liệt 842–1253 Guge 1088–1630                                                                             |
| Thời kỳ các giáo phái thống trịSakyapa 1253–1358 ∟ thuộc Nguyên 1271–1354 Phagmodrupa 1354–1618 Rinpungpa 1435–1565 Tsangpa 1565–1642 |
| Chính quyền Ganden Phodrang 1642–1959Hãn quốc Khoshut 1642–1717 Tây Tạng thuộc Thanh 1720–1912 Tây Tạng 1912–1951                     |
| Cộng hòa Nhân dân Trung Hoa 1951–nayKhu tự trị Tây Tạng 1965–nay                                                                      |
| Xem thêm Quân chủ • Niên biểu • Phật giáo Tây Tạng Chính phủ lưu vong Tây Tạng                                                        |
| x t s |

## Di cư
Có một số sự liên tục về mặt di truyền giữa các cư dân thời kỳ đồ đá cũ nguyên thủy và các dân cư hiện đại tại cao nguyên Thanh Tạng. Các nghiên cứu về di truyền học cho rằng những người nhập cư thời kỳ đồ đá mới từ miền bắc Trung Quốc đã di chuyển đến cao nguyên Thanh Tạng vào giữa thế Holocen . Nhiều giả thuyết khác nhau về cách thức và lý do di cư đã được đưa ra, tuy nhiên vẫn cần có thêm nghiên cứu bổ sung để xác minh các giả thuyết này .

## Địa điểm khảo cổ
Bằng chứng về các khu định cư và cư dân Tây Tạng thời kỳ đồ đá mới chủ yếu được tìm thấy "trong các thung lũng sông ở phía nam và phía đông". Các địa điểm khảo cổ bao gồm Nyingchi, Mêdog và Qamdo. Các nhà khảo cổ đã tìm thấy đồ gốm và công cụ bằng đá, bao gồm rìu đá, đục, dao, trục quay, đĩa và đầu mũi tên. Các phát hiện ở Nyingchi giống với văn hóa Qijia thời đồ đá mới ở Cam Túc và Thanh Hải, trong khi các phát hiện ở Qamdo giống với di chỉ Dadunzi ở Vân Nam, mặc dù có thể có một số mối liên hệ với văn hóa đồ đá mới ở thung lũng sông Hoàng Hà .